# Гендрік Франс ван Лінт
 Гендрік Франс ван Лінт  (нід. Hendrik Frans van Lint 1684, Антверпен — 1753, Рим) — фламандський художник-пейзажист і майстер ведути XVIII століття.

## Життєпис
Народився в місті Антверпені. Був сином фламандського художника Пітера ван Лінта та його другої дружини Анни Морен. Батько помер, коли хлопцю виповнилось шість років, тому мало чим міг вплинути на виховання сина. У віці 12 років (1696 р.) підлітка влаштували до майстерні художника Пітера ван Бределя (1629—1719), пейзажиста й майстра міських краєвидів. 
Здобувши перші художні навички, Гендрік Франс юнаком відбув до Італії. Відомо, що 1697 року він вже приєднався до товариства «Перелітні птахи», об'єднання різних митців з Нідерландів, Франції та Німеччини, де були художники, графіки, скульптори, переважно протестанти. Художник-початківець, він запам'ятався на тому етапі старанним малюванням і вивченням творів мистецтва. Його прізвиськом у товаристві стало Монсу штудіо, що було вказівкою на довгі штудії й пошуки матеріалу для картин. 
У  Римі він створював картини з куточками папської столиці або з краєвидами римських сільських околиць. 
Цією дорогою до нього вже пройшли нідерландець Каспар ван Віттель та Клод Лоррен,  франкомовний  лотарингець. Шукати мотиви для власних творів Гендрік Франс спробував ще з художником Теодором Вількенсом (1690—1748).
Гендрік Франс створював картини з туристично відомими краєвидами Риму, які охоче купували багатії, котрі прибували  в Рим у гранд-тур. Типова тематика таких картин — Колізей, піраміда Цестія, замок святого Янгола та міст перед ним, тріумфальна арка імператора Костянтина, руїни терм імператорів Каракалли або Діоклетіана, декотрі римські церкви.
Перехідна доба від пізнього бароко до раннього класицизму відбилася в  зацікавленості в пейзажному жанрі. Була мода прикрашати палацові зали та кабінети ідеальними, вигаданими пейзажами, додаючи  сільські краєвиди та давньоримські руїни. Руїни могли бути хоч справжні, хоч вигадані. Фахівцем, що створював вигадані краєвиди на продаж, і був Гендрік Франс ван Лінт. Серед замовників художника були  представники декількох римських аристократичних родин. Серед них Содеріні, Колонна, Памфілі, Саккетті, Альтовіті. Так, у Лоренцо Колонна нараховували до семи десятків пейзажів роботи Гендріка Франса ван Лінта.
Гендрік Франс натуралізувався в Римі та й узяв шлюб із донькою кравця Маргаритою Тассель. У них народилося десять дітей. Гендрік Франс покинув Італію тільки ненадовго, коли відбував до Антверпена на поховання власної матері. Його син, Джакомо ван Лінт, теж став художником, майстром ведути. 

## Галерея обраних творів

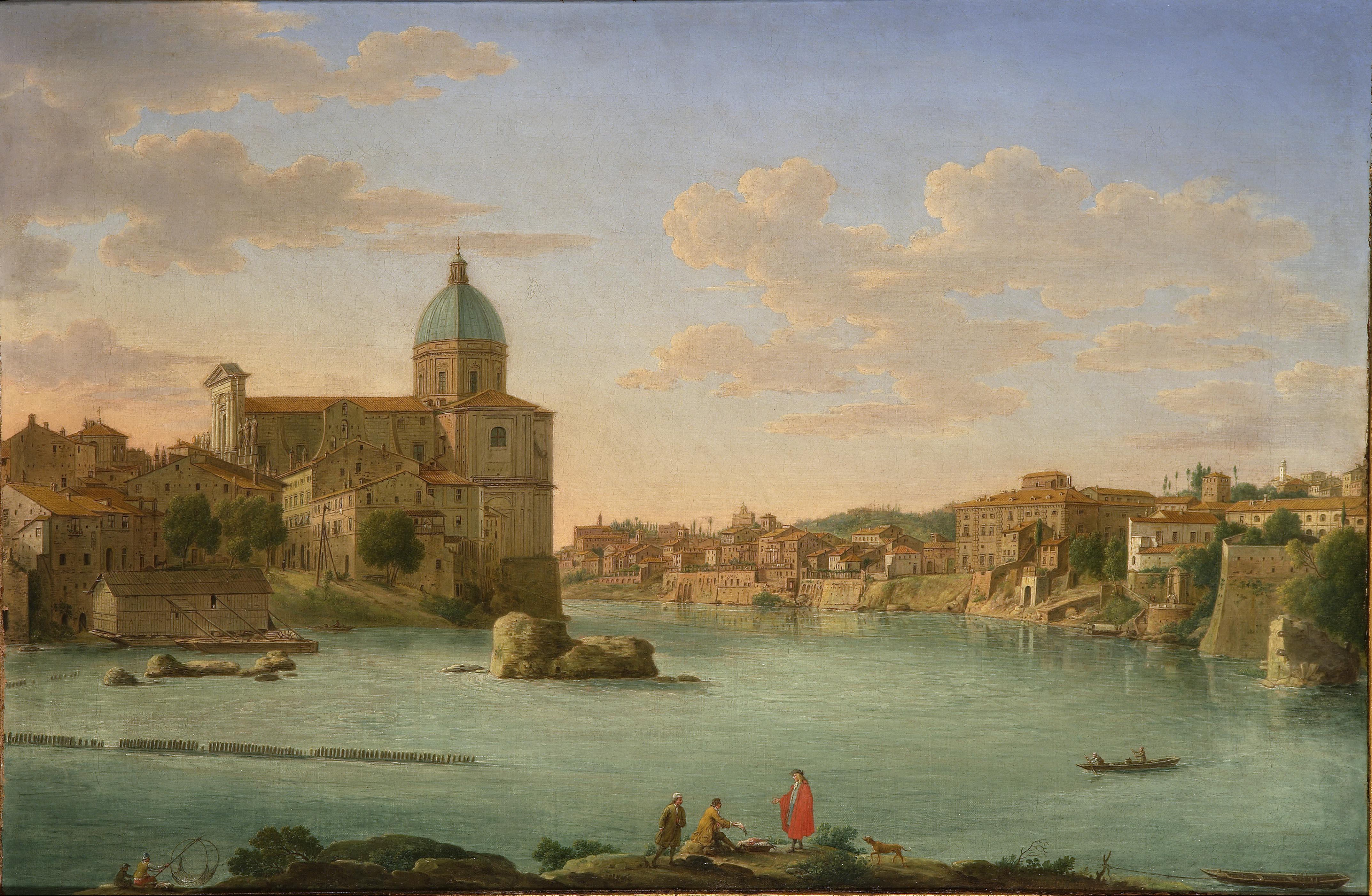
Гендрік Франс ван Лінт. «Краєвид Риму із образом церкви Сан Джованні деї Фйорентіні», 1739 р.

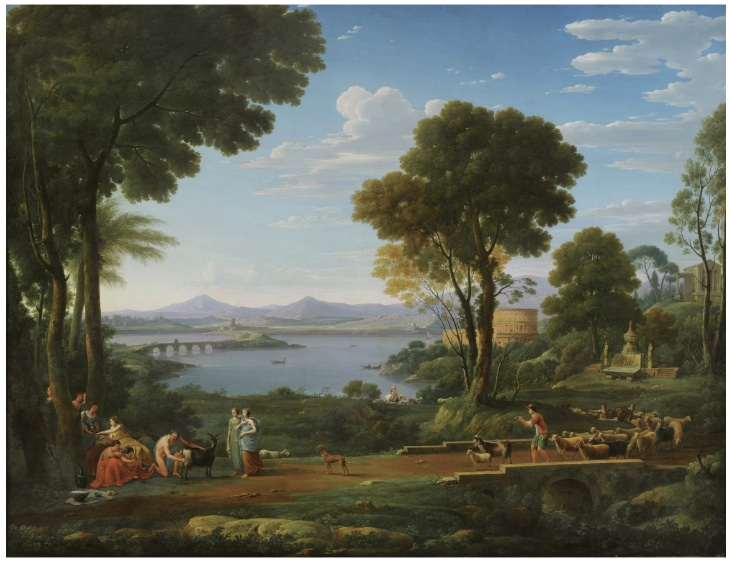
Гендрік Франс ван Лінт. «Класичний пейзаж зі сценою виховання Юпітера»
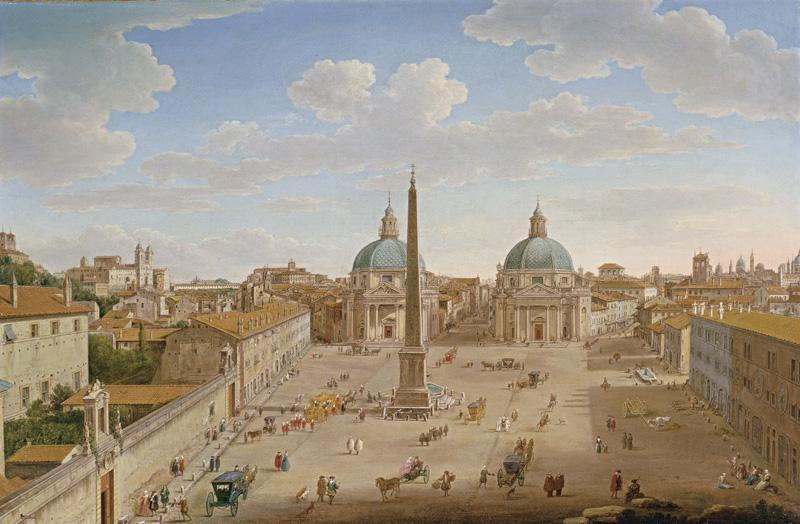
Гендрік Франс ван Лінт. «Площа дель Пополо, Рим», 1750 р., приватна збірка
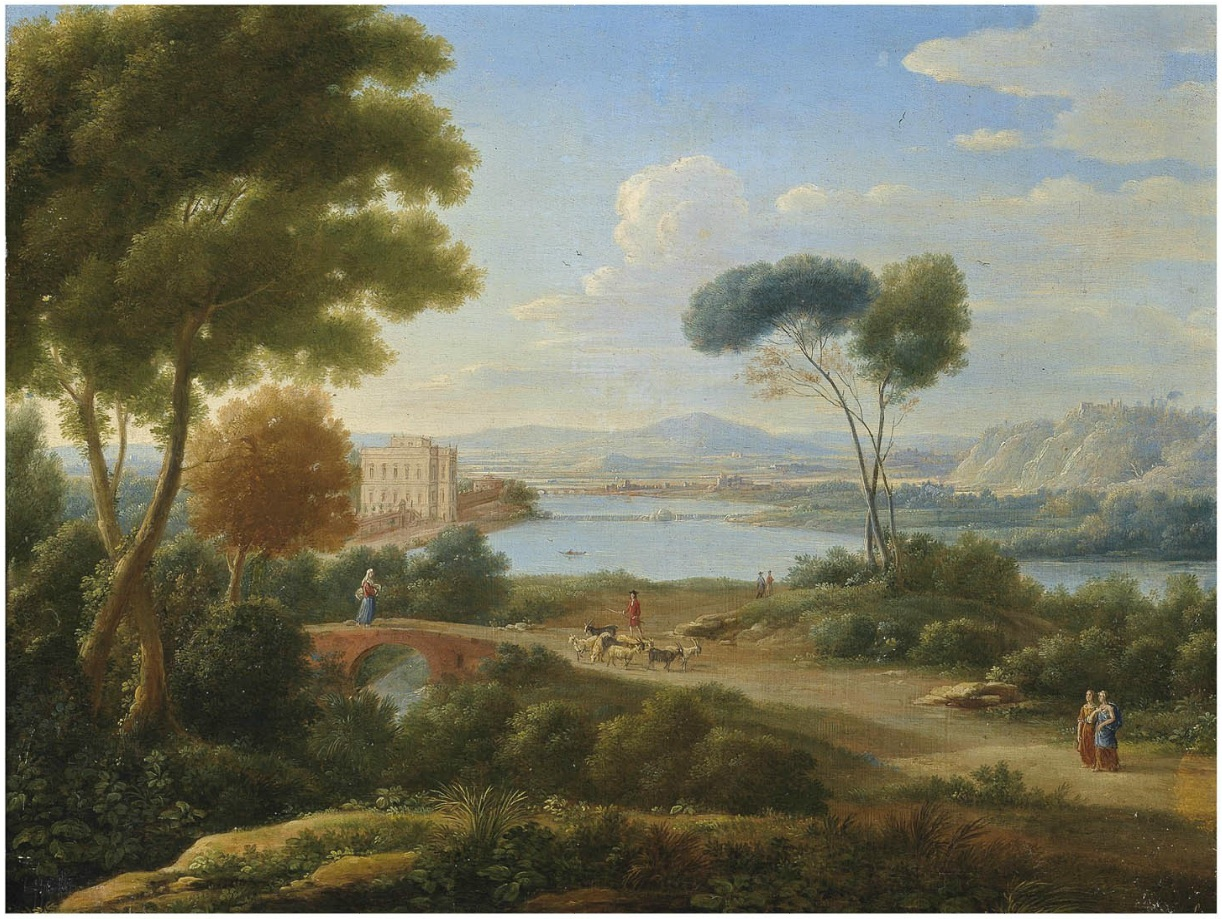
Гендрік Франс ван Лінт. «Класичний пейзаж з річкою й заміською віллою на її березі», 1721 р.
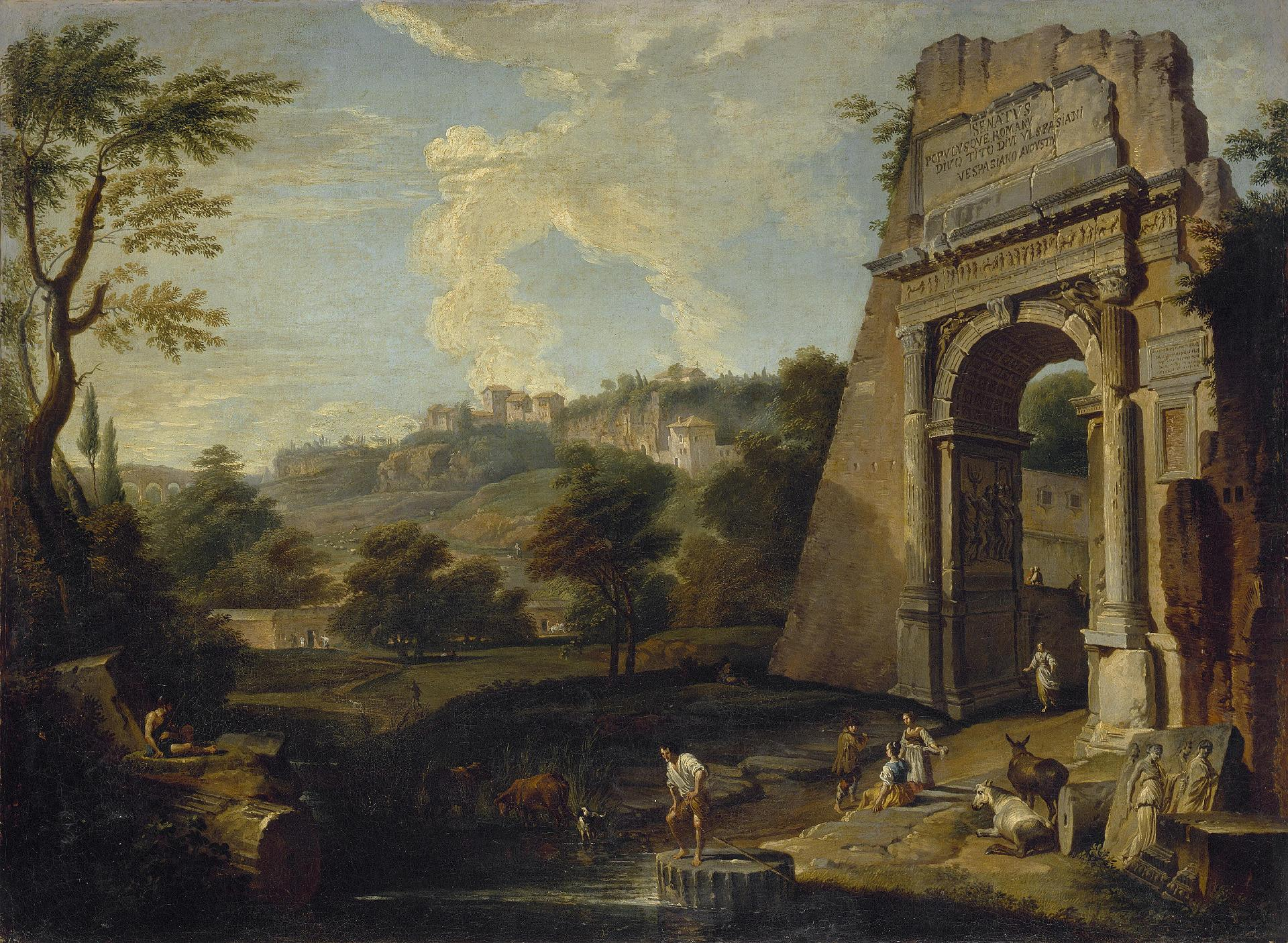
Гендрік Франс ван Лінт. «Краєвид Риму з образом тріумфальної арки імператора Тита», 1710-і рр., Ермітаж, Санкт-Петербург

## Див. іще
- Сейченто
- Сеттеченто
- Ведута
- Гранд-тур
- Пітер ван Лінт
- Клод Лоррен
- Каспар ван Віттель
- Пейзаж
- Фламандське бароко
- Товариство «Перелітні птахи»
- Римська художня школа
- Міський пейзаж